# Chrysler K-310
La K-310 è una dream car presentata nel 1951 dalla casa automobilistica statunitense Chrysler. Alla presentazione K.T.Teller, presidente della Chrysler, dichiarò che questo prototipo schiudeva "nuovi orizzonti per il futuro". Disegnata da Virgil Exner, allora direttore del reparto design della Chrysler, la K-310 fu costruita in Italia dalla Ghia di Torino. Nel 1950 Ghia aveva realizzato la Plymouth XX-500, dando così il via ad una lunga serie di concept car realizzate in italia per Chrysler, di cui la K-310 fu seconda.